# Bale Purnama
Bale Purnama is een bestuurslaag in het regentschap Bener Meriah van de provincie Atjeh, Indonesië. Bale Purnama telt 92 inwoners (volkstelling 2010).